# Juliane Plambeck
Juliane Plambeck (* 16. Juli 1952 in Freiburg im Breisgau; † 25. Juli 1980 bei Unterriexingen) war eine deutsche Terroristin. Sie war Mitglied der Bewegung 2. Juni und ab 1980 Mitglied der Rote Armee Fraktion (RAF).

## Leben
Am 9. September 1975 wurde sie gemeinsam mit Inge Viett und Ralf Reinders in einem Ladenlokal in Berlin verhaftet. Ihr wurde eine Beteiligung an der Lorenz-Entführung vorgeworfen. Gemeinsam mit Inge Viett, Gabriele Rollnik und Monika Berberich floh sie am 7. Juli 1976 aus der Frauenhaftanstalt Lehrter Straße in Berlin.

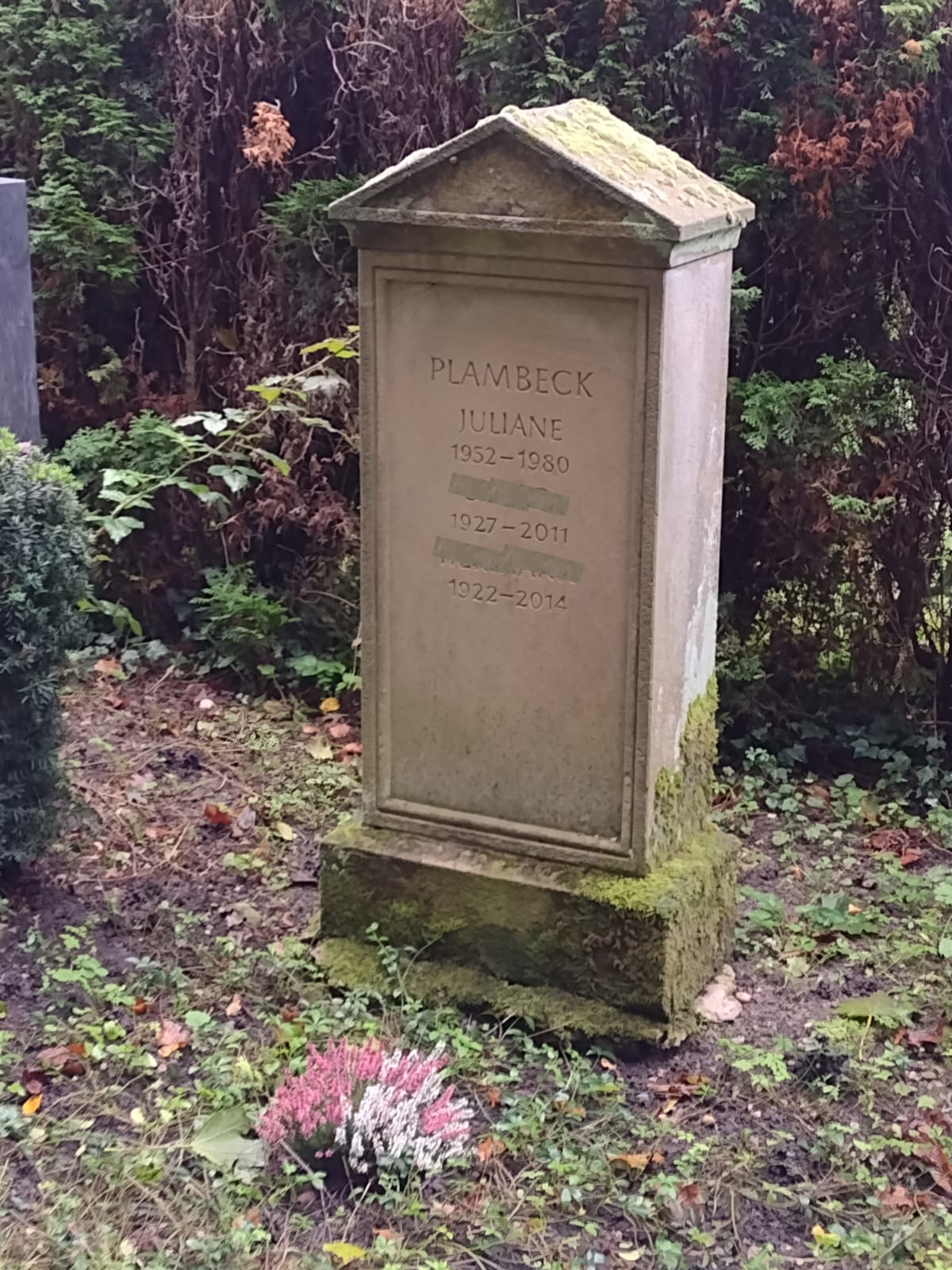
Grab von Juliane Plambeck auf dem Friedhof Rüppurr

Bei einem Verkehrsunfall kam Plambeck gemeinsam mit Wolfgang Beer am 25. Juli 1980 ums Leben. Der Unfall ereignete sich in der Nähe von Untermberg. Gegen 7:15 Uhr geriet der gestohlene weinrote VW Golf aus ungeklärter Ursache auf die linke Fahrbahnseite, wo er mit einem entgegenkommenden Kiestransporter zusammenstieß. Im Unfallfahrzeug fanden sich neben gefälschten Ausweispapieren und Kfz-Kennzeichen auch mehrere Waffen, von denen eine polnische Maschinenpistole PM-63 bei der Entführung des Arbeitgeberpräsidenten Hanns Martin Schleyer 1977 benutzt worden sein soll.
In der von Plambeck angemieteten Wohnung in Heidelberg wurden unter anderem Strategiepapiere gefunden, die den Terroristen Brigitte Mohnhaupt und Christian Klar zugeordnet wurden.
Plambeck wurde auf dem Friedhof Rüppurr, im gleichnamigen Stadtteil von Karlsruhe beerdigt.